# Bugetul Uniunii Europene
Bugetul Uniunii Europene este actul care autorizează în fiecare an finanțarea ansamblului activităților și intervențiilor comunitare. În funcție de acesta pot fi observate în fiecare an prioritățile și orientările politice comunitare. Fiecare buget anual face parte dintr-un ciclu bugetar de șapte ani cunoscut sub numele de „perspectivă financiară”. Perspectivele financiare sunt stabilite de Comisia Europeană și necesită aprobarea în unanimitate din partea statelor membre și negocieri care să fie urmate de acordul Parlamentului European. 
Bugetul Uniunii a fost aproximativ 140 miliarde € în 2011, suma bugetelor naționale celor 27 de state a fost peste 6.300 miliarde €.

## Istoria bugetului Uniunii Europene

### Bugetul Comunității Economice a Cărbunelui și Oțelului
Evoluția de-a lungul timpului a bugetului Uniunii Europene reflectă transformările succesive ale construcției europene. La baza apariției Uniunii Europene stă declarația din 9 mai 1950 a ministrului francez de externe Robert Schuman, care prezenta un plan pus la punct împreună cu Jean Monnet, comisar al planului de modernizare a Franței de după război. 
Comunitatea Europeană a Cărbunelui și Oțelului a reprezintat o organizație economică subregională formată din șase state vest-europene (Republica Franceză, Republica Federală Germania (Germania de Vest), Republica Italiană, Belgia, Olanda, Luxemburg), care au semnat în 1951, Tratatul de la Paris. Pentru toate statele implicate, dar mai ales pentru Franța și Germania de Vest, semnarea tratatului a avut, fără a declara aceasta în mod expres, pe lângă semnificația economică o puternică conotație politică. Tratatul era deschis pentru aderare și altor state. 

Statele care au format Comunitatea Economică a Cărbunelui și Oțelului

Prin acest tratat se creau patru instituții ale Comunității Europene ale Cărbunelui și Oțelului, Înalta Autoritate, organ internațional, având sarcina de a degaja și de a face să prevaleze interesul comunitar, fiind desemnată de către guvernele celor 6 țări membre, Consiliul Special de Miniștri, care era un organ cu caracter interguvernamental, Adunarea Comună care urma să fie aleasă prin vot universal direct și care avea sarcina controlului democratic, Curtea de Justiție, ca organ jurisdicțional, a cărei sarcină era de a asigura respectarea normelor juridice instituite în cadrul comunității.
Existau două bugete ale Comunității Europene ale Cărbunelui și Oțelului unul administrativ și un alt buget operațional.
Bugetele Comunității Economice a Cărbunelui și Oțelului au fost finanțate din taxe pe producția de cărbune și oțel și din contractarea de credite.
Cotizații au fost destinate să acopere cheltuieli administrative, ajutor nerambursabil pentru reconversia profesională, precum și de cercetare tehnică și economică (care trebuia să fie încurajată). Înalta Autoritate putând preleva un impozit de 1%, maximum din cifra deafaceri a întreprinderilor din sectorul cărbunelui și oțelului, ceea ce-i permite să intervină cu mijloace solide în viața economică și socială. Fondurile primite din contractarea de împrumuturi puteau fi folosite numai pentru a acorda împrumuturi.

### Bugetul Comunității Europene a Energiei Atomice
Pe 25 martie 1957 au fost semnate la Roma două tratate primul tratat semnat instituia o Comunitate Economică Europeană (CEE), iar cel de-al doilea o Comunitate Europeană a Energiei Atomice, cunoscută și sub denumirea de Euratom. Comunitatea Europeană a Energiei Atomice, avea două bugete, un buget administrativ și un buget pentru cercetare și investiții.
Bugetele Euratom se finanțau prin contrubuțiile statelor membre, astfel Republica Franceză, Republica Federală Germania (Germania de Vest) și Republica Italiană contribuiau cu 28%, Olanda și Belgia cu 7,9%, iar Luxemburg cu 0,2%.

### Bugetul Comunității Economice Europene
Înființată la Roma în 1957 Comunității Economice Europene (CEE) alături de Comunitatea Europeană a Energiei Atomice. Comunitatea Economică Europeană a avut un singur buget separat de cele două bugete ale Comunității Europene a Energiei Atomice și cele două bugete ale Comunității Europene ale Cărbunelui și Oțelului. La începutul procesului de integrare, fiecare dintre cele trei Comunități Europene dispunea de bugete specifice. Primul buget al Comunității Economice Europene a fost foarte redus, acoperind exclusiv cheltuielile administrative. Bugetul Comunității Economice Europene se finanța prin contrubuțiile statelor membre, astfel Republica Franceză, Republica Federală Germania (Germania de Vest) și Republica Italiană contribuiau cu 28%, Olanda și Belgia cu 7,9%, iar Luxemburg cu 0,2%. Unanimitatea în cadrul Consiliului de miniștri era necesară pentru a modifica aceste procente.

#### Tratatul de fuziune
Tratatul de fuziune a executivelor celor trei Comunități este semnat la 8 aprilie 1965 și a intrat în vigoare la 1 iulie 1967. Tratatul a decis, printre altele, fuziunea bugetului administrativ al Comunității Economice a Cărbunelui și Oțelului și al bugetului administrativ al EURATOM, în bugetul Comunității Economice Europene. Acest buget unic al Comunității Economice Europene, era alimentat din contribuțiile naționale și din prelevările Comunității Economice a Cărbunelui și Oțelului care contribuia la cheltuielile de funcționare. 
Decizia Consiliului Comunității Europene din 21 aprilie 1970, a introdus un sistem al resurselor proprii pentru bugetul general al Comunității Economice Europene care să înlocuiască progresiv contribuțiile statelor membre, decizia intrând în vigoare începânc cu anul 1971. Resursele proprii includeau tarifele vamale care au fost transferate progresiv ca venituri ale Comunității Economice Europene între 1971 și 1975, taxe agricole care au fost plătite Comunității Economice Europene începând din 1971 și un venit bazat pe TVA, inițial venitul era limitat la o rată de 1% din aranjametul Comunitar pe TVA. În timpul implementării acestui nou aranjament bazat pe venituri din resurse proprii, contrubuții din partea statelor membre trebuiai să fie la un nivel care să echilibreze bugetul Comunității Economice Europene.
În 1970, bugetul comunității era de 3,6 miliarde ecu ( la 1 ian. 1999, 1ecu = 1 euro) și era constituit aproape în totalitate din fonduri pentru cheltuielile legate de politica agricolă comună. Se pot regăsi aici toate politicile UE: cheltuielile politicii agricole comune, politica de dezvoltare regională, cheltuieli de cercetare, educație, formare, acțiuni de cooperare internațională etc.
Tratatul de constituire a CEE, modificat prin Tratatul de la Amsterdam (art. 268-280 ), este cel care reglementează procedurile de alcătuire și adoptare a bugetului. Astfel, Comisia Europeană trebuie să elaboreze un draft de proiect bugetar, pornind de la estimări ale nevoilor economice și priorităților politice ale Uniunii pentru anul care urmează. Acest document este prezentat Consiliului Uniunii, care îl adoptă după eventualele amendamente, devenind astfel un proiect de buget. Acest proiect este transmis Parlamentului European. Puterile acestuia din urmă asupra bugetului depind de natura cheltuielilor: pentru cheltuielile obligatorii (aprox. 40% din total), parlamentul poate doar propune modificări, iar stabilirea nivelului final al fondurilor alocate pentru acest domeniu revine Consiliului; pentru celelalte cheltuieli, neobligatorii, Parlamentul poate modifica proiectul de buget. Trebuie observat însă faptul că parlamentului îi revine rolul cel mai important, devenind astfel "autoritatea bugetară" a Uniunii. La 1 iulie 1968 erau eliminate taxele vamale în interiorul comunității și se crea piața comună a zahărului. La sfârșitul lunii iulie 1968 se realiza o piață unică pentru produsele lactate și carnea de vită. La sfârșitul perioadei de tranziție 1969 se adopta un sistem fiscal comun Taxa pe Valoarea Adăugată -TVA.
După 1975 Parlamentul european s-a putut prevala de un rol particular în domeniul dreptului bugetar. În cadrul procedurii bugetare, Parlamentul hotărăște bugetul împreună cu Consiliul de miniștri și poate, în anumite condiții și pentru anumite cheltuieli, să purceadă la anumite modificărila care Consiliul nu se poate opune.
Prin Tratatul de la Bruxelles din 1975 puterea de a controla respectarea bugetului a fost încredințată Curții Europene de Audit.
Aderarea primelor state noi din al doilea val, Marea Britanie, Danemarca, Irlanda a dus la implementarea graduală a aportului lor la bugetul Comunității Economice Europene, astfel în 1973 aceste 3 noi state membre s-a hotărât să plătească 45% în 1973, 56% în 1974, 
67,5% în 1976 și 92% în 1977, pentru ca din 1978 să plătească 100% din modul de calculare a contribuțiilor celorlalte state.
Bugetele Comunității Economice Europene pentru anii 1980, 1985, 1986 și 1988 nu au fost adoptate decât după ce anul financial începuse, astfel în acești ani s-a aplicat un aranjament care prevedea ca să se aplice regula celor doisprezecimi, și anume să se cheltuiască în fiecare lună a douăsprezecea parte din cheltuielile din anul precedent. Acest aranjament era deobicei aplicat în primele cinci, șase luni până când bugetul era în final aprobat.
Până în anul bugetar 1974 inclusiv, Consiliul Comunităților Europene, a fost singura autoritate bugetară și legislativă, începând cu anul bugetar 1975, Parlamentul Comunităților Europene va prelua o parte din aceste puteri.
| Data            | Data                | Document                                | Note |
| semnării        | intrării în vigoare | Document                                | Note |
| --------------- | ------------------- | --------------------------------------- | --- |
| 18 aprilie 1951 | 23 iulie 1952       | Tratatul de la Paris (CECO)             | un Buget administrativ un Buget operațional |
| 23 martie 1957  | 1 ianuarie 1958     | Tratatul de la Roma                     | CEE un singur Buget EURATOM un Buget administrativ un Buget pentru cercetare și investiții |
| 8 aprilie 1965  | 1 iulie 1967        | Tratatul de fuziune (Bruxelles)         | Se unește Bugetul administrativ CECO și Bugetul administrativ EURATOM cu Bugetul CEE |
| 22 aprilie 1970 | 1 ianuarie 1971     | Tratatul de la Luxemburg                | Se unește Bugetul pentru cercetare și investiții EURATOM, ce intră în componența Bugetului CEE |
| 22 iulie 1975   | 1 iunie 1977        | Tratatul de la Bruxelles                | Parlamentul European are puterea de a respinge în bloc Bugetul CEE |
|                 | 23 iulie 2002       | Expirarea tratatului de la Paris (CECO) | Între 1971 și 2002 au existat două bugete: unul al CEE și un buget operațional al CECO. Bugetul CEE este redenumit în Bugetul Uniunii Europene începând cu 1 noiemgrie 1993. Din 2002 există un singur buget al Uniunii Europene care a preluat sarcinile Bugetului operațional al CECO. |

### Cadrul financiar multianual
Cadrul financiar multianual (CFM) (în trecut numit perspective financiare) este o structură de programare multianuală, care traduce prioritățile politice ale Uniunii în termeni financiari, pe o perioadă de cel puțin cinci ani. Acesta stabilește sumele maxime anuale pentru categorii mari de cheltuieli (denumite rubrici). Procedura bugetară anuală trebuie să respecte aceste plafoane maxime. Cadrul financiar multianual asigură disciplina bugetară și previzibilitatea cheltuielilor Uniunii Europene.
Scopul negocierilor privind Cadrul financiar multianual este de a defini, în linii mari, pentru următorul ciclu bugetar, limitele de cheltuieli care determină câți bani poate cheltui Uniunea Europenă, programele de cheltuieli care determină în ce scopuri ar trebui cheltuiți banii și normele care definesc modul de finanțare a cheltuielilor.
Părțile la negocierile privind Cadrul financiar multianual sunt Comisia Europeană, Consiliul și Parlamentul European. Fiecare instituție contribuie în felul său propriu la adoptarea noului cadru financiar multianual. Tratatul de la Lisabona a introdus cerința stabilirii cadrului financiar multianual prin regulament. Cele patru cadre financiare multianuale anterioare (începând cu 1988) au făcut parte din acorduri interinstituționale între Consiliul Uniunii Europene, Parlamentul European și Comisia Europeană. Regulamentul este o lege care se aplică direct și este obligatorie în toate statele, în timp ce acordurile interinstituționale sunt obligatorii numai pentru părțile contractante.
Ideea creării cadrului financiar multianual s-a născut în urma crizei bugetului UE de la sfârșitul anilor ‛70 și ‛80. În 1979, 1984, 1985 și 1987, Consiliul și Parlamentul European nu au reușit să se pună de acord la timp cu privire la bugetul UE pentru anul următor. Această situație a atras după sine folosirea sistemului anevoios al doisprezecimilor provizorii, care a generat întârzieri legate de punerea în aplicare a programelor și de rambursarea plăților către statele membre. Primului cadru financiar multianual („pachetul Delors I” derulat în perioada 1988 – 1992) a oferit condiții care au asigurat funcționarea în bune condiții și cu succes a procedurii bugetare.
Regulamentul privind CFM stabilește plafoane pentru 2 tipuri de cheltuieli anuale:
- angajamente - angajamente legale de a cheltui bani care nu trebuie plătiți în cursul aceluiași exercițiu financiar, ci pe parcursul mai multor exerciții financiare;
- plăți – sume efective care trebuie plătite în cursul unui exercițiu financiar dat.

Există 2 tipuri de plafoane de cheltuieli:
- un plafon pentru fiecare rubrică din angajamente;
- un plafon total pentru cheltuielile totale din angajamente și din plăți. Plafonul total din angajamente este echivalent cu suma plafoanelor pentru rubricile individuale.

Tratatul privind funcționarea Uniunii Europene prevede în cadrul capitolul doi, articolul 312, în cazul în care regulamentul Consiliului de stabilire a unui nou cadru financiar nu a fost adoptat la încheierea cadrului financiar precedent, plafoanele și celelalte dispoziții corespunzătoare ultimului an al acestui cadru se prorogă până la adoptarea acestui act.

#### Perspectiva fianciară din 1988-1992

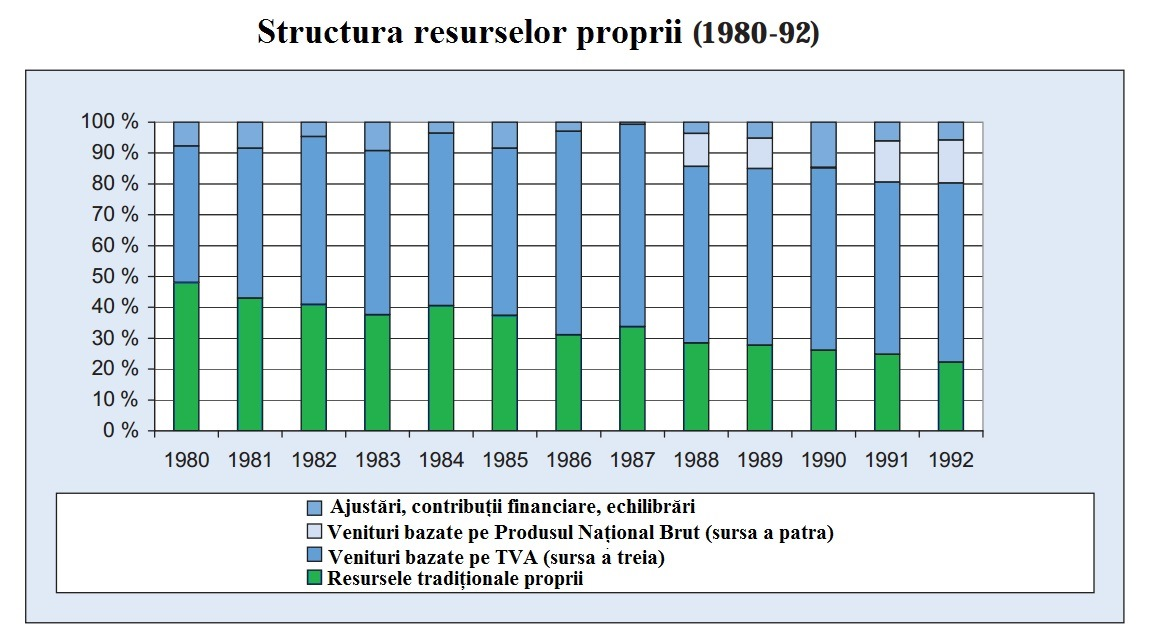
Structura resurselor proprii, ale Bugetului Uniunii Europene perioada 1980 până în 1992

Consiliul Comunității Europene întrunit la Bruxelles în data de 11 și 12 februarie 1988 a decis să acorde Comunității Europene surse de finanțare stabile, suficiente și garantate pentru a acoperi nevoile financiare ale Comunității Europene. Suma totală a resurselor proprii disponibile nu a mai fost determinată de randamentul resurselor proprii tradiționale combinate cu plafonul de resurse bazate pe TVA, ci a fost exprimată ca procent din Produsul Național Brut Comunitar total, în creștere de la 1,15% pentru anul 1988 la 1.20% pentru anul 1992. Un alt plafon de 1,30% din PNB-ul Comunitar a fost stabilit pentru anul 1992, în ceea ce privește creditele de angajament.
Un nou set de resurse proprii s-a adăugat, sistemul de "resurse proprii tradiționale" precum taxele vamale aplicate produselor care intră sub incidența Tratatului CECO au fost adăugate la cele vamale comune; costurile de colectare a fost stabilit la 10% și erau de acum de a fi deduse la sursă și nu mai erau rambursate separat și imputate ca și cheltuieli. Aranjamentul pentru resursa proprie bazată pe TVA a fost ajustată pentru a lua 
mai bine în considerare natura regresivă a TVA-ului. Resursa bazată pe TVA a continuat să fie stabilită prin aplicarea, pentru toate statele membre, unei rate de 1,4% asupra unei baze uniforme de TVA, determinată având în vedere normele comunitare. O nouă categorie de venituri s-a adăugat, a fost introdusă, o contribuție bazată pe PNB ale statelor membre, indicatorul cel mai reprezentativ pentru activitatea lor economică, în scopul de a se potrivi cel mai bine, capacităților statelor membre de a plăti.
În primul an din cadrul financiar 1988-1992, cheltuielile pentru Politica Agicolă Comună reprezentau în continuare 60,7% din buget.
În 1988, resursa VNB reprezenta sub 11% din finanțarea UE, în comparație cu 28% provenind din taxe vamale și prelevări agricole și cu 57% provenind din resursa proprie bazată pe TVA.

#### Bugetul Uniunii Europene 1993-1999
Din 1998, bugetul anual al Uniunii este stabilit în concordanță cu un plan financiar pe termen mediu, care definește limitele anuale ale cheltuielilor comunitare. În 1999, în cadrul negocierilor "Agendei 2000", legate de prioritățile viitoare ale UE, au fost stabilite și adoptate liniile directoare ale politicii bugetare pe o perioadă de 7 ani, între 2000 și 2006. Fixându-se aceste perspective bugetare pe mai mulți ani, adoptate atât de Consiliul UE, cât și de Parlamentul European, s-a creat un cadru care facilitează adoptarea anuală a bugetului și controloul asupra evoluției cheltuielilor. Perspectivele financiare pe 2000-2006 au inclus și credite pentru lărgirea Uniunii.

#### Bugetul Uniunii Europene 1999-2006
Perioada 1999 - 2006 a fost prima perspectivă multi-anuală de șapte ani de proiect de buget aprobat. În 1999 se codifică într-un singur document, înțelegerile inter-instituționale. Acest aspect a fost prevăzut în 1988 atunci când Comisia Europeană, Consiliul Uniunii Europene și Parlamentul European au semnat trei înțelegeri inter-instituționale cu privire la disciplina bugetară și la îmbunătățirea procedurilor.
Între 2000 și 2010 bugetele naționale în Uniunea Europeană au crescut cu 62% în timp ce bugetul Uniunii Europene a crescut cu 37% în aceași perioadă.

#### Cadrul financiar multianual 2007-2013

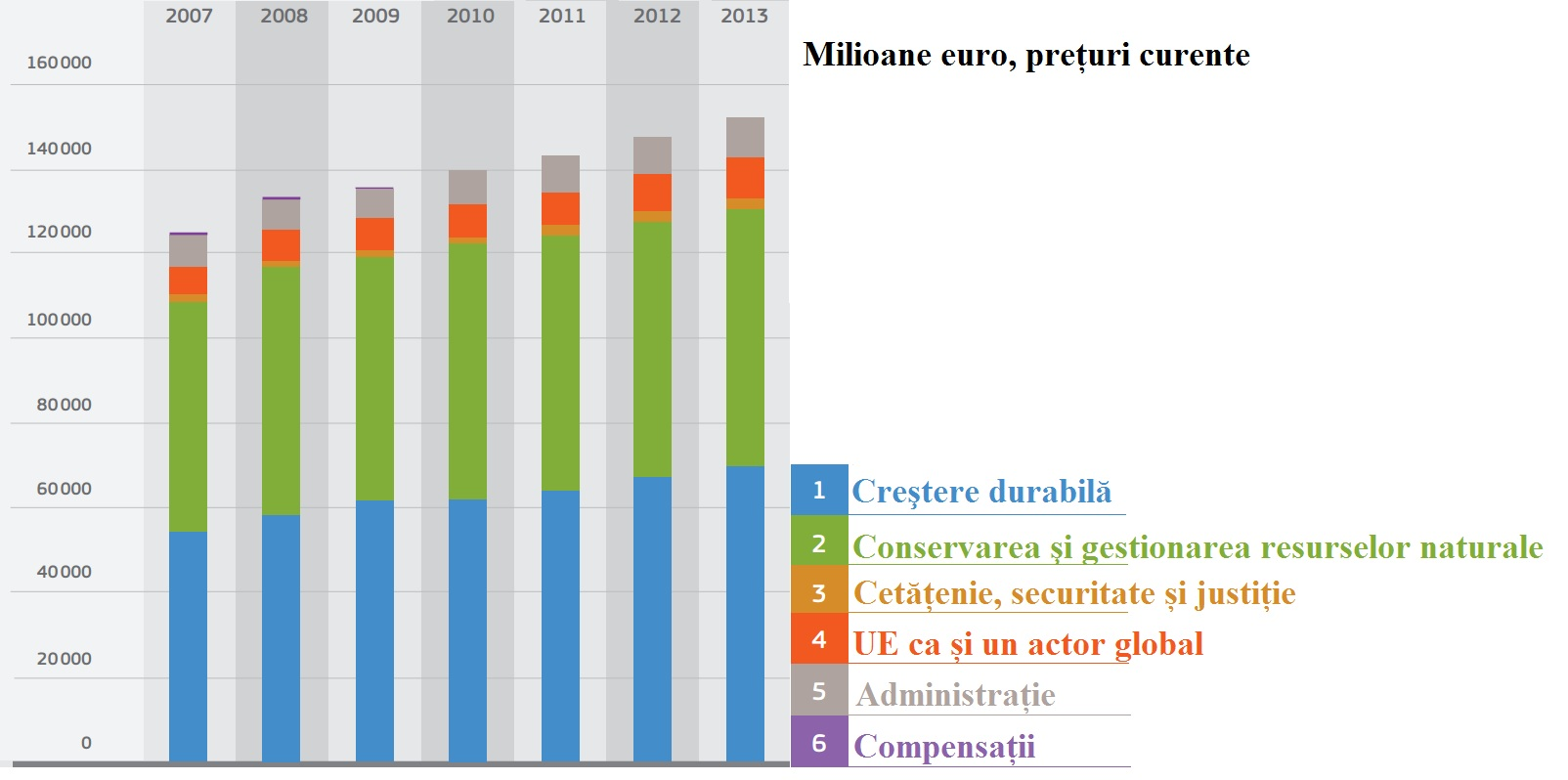
Cadrul financiar multianual 2007 - 2013

Perspectivele financiare pentru perioada 2007-2013 se împart astfel:
1. Creștere durabilă include:
- fondurile structurale, 
-cercetarea 
-educația, avand un buget de 382 de miliarde de euro pentru 7 ani.
2. Conservarea și gestionarea resurselor naturale: 
- finanțarea politicii agricole comune 
-finantarea politicilor de mediu, avand un buget de 371 de miliarde de euro. 
3. Cetățenie, libertate, securitate și justiție: 10,7 de miliarde de euro sunt destinate activităților legate de justiție și afaceri interne. Această sumă va acoperi și programele care încurajează cetățenia europeană, cum ar fi:
-schimburile între tineri, 
-înfrățirea orașelor
-dimensiunea europeană a presei și culturii
4. Uniunea Europeană ca actor global: 49,5 de miliarde de euro vor fi alocate acțiunilor:
în favoarea țărilor în curs de dezvoltare, 
promovării drepturilor omului,
politicii externe și de securitate comune,
sprijinul pentru dezvoltarea țărilor învecinate
5. Administrația va beneficia de 49,8 de miliarde de euro, adică 5,75% din bugetul total.
Pentru finanțarea politicilor sale, Uniunea Europeană dispune de un buget anual care a depășit 140 miliarde EUR în 2010. Acest buget este finanțat prin așa-numitele „resurse proprii” ale UE, care nu pot depăși echivalentul a 1,23 % din venitul național brut total al tuturor statelor membre și nici 1,29 % din venitul național brut (VNB) al UE pentru angajamente (cea ce se numește plafonul CFM pentru perioada 2007 – 2013).
Aceste resurse provin în principal din:
- taxe vamale asupra produselor importate în UE, inclusiv din prelevări pe produse agricole;
- un procent din taxa pe valoarea adăugată (TVA) aplicată bunurilor și serviciilor pe întreg teritoriul UE;
- contribuții din partea statelor membre proporționale cu puterea economică a acestora.

Pachetul aprobat oficial de Parlamentul European include un buget pentru 2013 în valoare de:
-132.8 miliarde de euro în plăți, 
-150.9 miliarde euro în angajamente. Bugetul actual se ridică la 0,99% din venitul național brut (VNB) al UE în plăți și 1,13% din VNB al UE în angajamente. Acesta este mai redus decât bugetul pe 2012.
| Cheltuielile estimate pentru politicile UE în credite de angajament              | Buget 2013 (miliarde EUR) | Diferența față de 2012 |
| -------------------------------------------------------------------------------- | ------------------------- | ---------------------- |
| Creștere durabilă                                                                | 70,6                      | 3,7 %                  |
| Competitivitate pentru creștere economică și ocuparea forței de muncă, inclusiv: | 16,1                      | 4,8 %                  |
| Al șaptelea Program-cadru de cercetare                                           | 10,9                      | 6,4 %                  |
| Învățarea pe tot parcursul vieții și Erasmus Mundus                              | 1,3                       | 2,0 %                  |
| Proiectele TEN                                                                   | 1,4                       | 6,3 %                  |
| Programul-cadru pentru competitivitate și inovare                                | 0,7                       | 9,6 %                  |
| Agenda politicii sociale                                                         | 0,2                       | 1,6 %                  |
| Coeziune pentru creștere economică și ocuparea forței de muncă, inclusiv:        | 54,5                      | 3,3 %                  |
| Fonduri structurale                                                              | 42,1                      | 2,9 %                  |
| Fondul de coeziune                                                               | 12,4                      | 4,8 %                  |
| Conservarea și gestionarea resurselor naturale                                   | 60,1                      | 0,5 %                  |
| Cheltuieli de piață și plăți directe, inclusiv:                                  | 44,0                      | 0,1 %                  |
| Piețe agricole                                                                   | 43,7                      | 0,1 %                  |
| Piețele produselor piscicole                                                     | 0,03                      | - 10,7 %               |
| Sănătatea animalelor și a plantelor                                              | 0,3                       | 1,6 %                  |
| Dezvoltare rurală                                                                | 14,8                      | 1,4 %                  |
| Pescuit                                                                          | 0,9                       | 4,6 %                  |
| Mediu și schimbări climatice                                                     | 0,4                       | 3,3 %                  |
| Dezvoltare rurală, mediu și pescuit                                              | 16,1                      | 1,6 %                  |
| Cetățenie, libertate, securitate și justiție(1)                                  | 2,1                       | 2,0 %                  |
| Libertate, securitate și justiție                                                | 1,4                       | 2,3 %                  |
| Cetățenie, inclusiv                                                              | 0,7                       | 1,4 %                  |
| Sănătate publică și protecția consumatorilor                                     | 0,1                       | 1,8 %                  |
| UE ca actor mondial, inclusiv: (2)                                               | 9,6                       | 1,9 %                  |
| Instrumentul de asistență pentru preaderare                                      | 1,9                       | - 0,1 %                |
| Instrumentul european de vecinătate și de parteneriat                            | 2,5                       | 6,3 %                  |
| Instrumentul de cooperare pentru dezvoltare                                      | 2,6                       | 2,2 %                  |
| Ajutor umanitar                                                                  | 0,9                       | 1,9 %                  |
| Democrație și drepturile omului                                                  | 0,2                       | 0,5 %                  |
| Politica externă și de securitate comună                                         | 0,4                       | 9,2 %                  |
| Instrumentul de stabilitate                                                      | 0,3                       | 5,2 %                  |
| Administrație, inclusiv:                                                         | 8,4                       | 1,8 %                  |
| Comisia Europeană                                                                | 3,3                       | 0,3 %                  |
| Alte instituții                                                                  | 3,5                       | 1,8 %                  |
| Total                                                                            | 150,9                     | 2,1 %                  |

#### Cadrul financiar multianual 2014-2020
Negocierile privind CFM se derulează în perioada 2011 – 2013 și implică 3 instituții europene: Parlamentul European, Consiliul și Comisia Europeană.
Începând cu jumătatea anului 2011, Comisia Europeană și-a prezentat propunerile referitoare la noul cadru financiar multianual pentru ciclul bugetar 2014 – 2020. Propunerile alcătuiesc așa-numitul pachet cadru financiar multianual, întrucât acesta conține un număr mare de propuneri. Comisia Europeană solicitase un buget de 1.003 miliarde de euro, Uniunea Europeană va avea un buget de 960 de miliarde de euro pentru perioda 2014 - 2020.
Summitul european din 7-8 februarie 2013 s-a sfârșit cu un acord privind cadrul financiar multianual 2014-2020, următorul pas este Parlamentul European. În conformitate cu eforturile de consolidare din statele membre, liderii Uniunii Europene au convenit să reducă resursele financiare de care poate dispune Uniunii Europene, în comparație cu cadrul financiar multianual actual care acoperă perioada 2007-2013. Pentru ca noul CFM să intre în vigoare în ianuarie 2014, mai rămâne să se ajungă la un acord final cu Parlamentul European.
Acordul la care s-a ajuns în Consiliul European limitează cheltuielile maxime posibile pentru o Uniune Europeană cu 27 de state membre la 959,99 miliarde euro în angajamente de plată, sumă echivalentă cu 1,0 % din venitul național brut (VNB) al Uniunii Europene. Aceasta înseamnă că plafonul total de cheltuieli a fost redus cu 3,4 % în termeni reali, în comparație cu actualul CFM (2007-2013). Această reducere este motivată de necesitatea de a se reflecta consolidarea finanțelor publice la nivel național. Este pentru prima dată că limita globală a cheltuielilor pentru un CFM a fost redusă în comparație cu CFM anterior. Plafonul total de cheltuieli a fost stabilit la 908,40 miliarde euro, față de 942,78 miliarde euro în CFM 2007-2013.
Statelor membre li se va permite să rețină doar 20 % (în loc de 25 % cum era înainte) din resursele proprii tradiționale pentru acoperirea costurilor legate de colectare.

## Regulamentul financiar al Uniunii Europene
Regulamentul financiar a fost adoptat inițial în data de 21 decembrie 1977, dar a fost modificat în mod repetat de atunci.

### Principiile bugetului Uniunii Europene
Bugetul este întocmit și executat în conformitate cu următoarele principii: unitate, exactitate bugetară, anualitate, echilibru, unitate de cont, universalitate, specificitate, bună gestiune financiară și transparență.
- Principiul unității și principiul exactității bugetare implică înregistrarea tuturor veniturilor și cheltuielilor Uniunii, în cazul în care acestea sunt prevăzute de buget, într-un document unic.
- Principiul anualității implică adoptarea bugetului pentru fiecare exercițiu bugetar și utilizarea, în principiu, atât a creditelor de plată, cât și a creditelor de angajament pentru exercițiul bugetar în cursul anului respectiv (anul bugetar începe la 1 ianuarie și se termină la 31 decembrie).
- Principiul echilibrului implică faptul că estimările veniturilor pentru exercițiul bugetar trebuie să fie egale cu creditele de plată pentru exercițiul respectiv: operațiunile de împrumut în scopul acoperirii unui eventual deficit bugetar nu sunt compatibile cu sistemul resurselor proprii și nu sunt autorizate.
- În conformitate cu principiul unității de cont, bugetul se întocmește și se execută în euro, iar conturile se prezintă în euro.
- Principiul universalității implică faptul că veniturile totale acoperă creditele totale de plată, cu excepția unor anumite venituri, determinate în mod limitat, alocate pentru finanțarea unor anumite cheltuieli. Veniturile și cheltuielile sunt înregistrate integral în buget fără a fi ajustate între ele.
- Principiul specificității implică faptul că fiecare credit trebuie să aibă o anumită destinație și să fie alocat unui obiectiv specific în scopul prevenirii oricărei confuzii între credite.
- Principiul bunei gestiuni financiare este definit în raport cu principiile economiei, eficienței și eficacității.
- Bugetul este întocmit în conformitate cu principiul transparenței, asigurând o bună informare privind execuția bugetară și conturile.

## Procesul bugetar al Uniunii Europene
Parlamentul European și Consiliul Uniunii Europene constituie împreună autoritatea bugetară a Uniunii Europene, care stabilește, în fiecare an, cheltuielile și veniturile acesteia. Procedura de examinare și apoi de adoptare a bugetului
are loc din luna iunie până la sfârșitul lunii decembrie a fiecărui an premergător anului pentru care se stabilește bugetul. Parlamentul European și Consiliul Uniunii Europene trebuie să respecte limitele cheltuielilor anuale stabilite în Cadrul financiar multianual denumirea nouă pentru „perspectivele financiare multianuale”. Comisia Europeană pregătește un proiect preliminar de buget, pe care îl transmite Consiliului Uniunii Europene. Pe baza acestuia, Consiliul Uniunii Europene întocmește un proiect de buget, pe care îl transmite Parlamentului European pentru o primă lectură. Parlamentul modifică proiectul în funcție de prioritățile sale politice și îl retrimite Consiliului, care, la rândul său, poate să îl modifice înainte de a
-l retransmite Parlamentului European. Parlamentul adoptă sau respinge bugetul modificat în a doua lectură.

### Rolul Parlamentului European
Puterea bugetară a fost obținută de Parlamentul European.
În conformitate cu Tratatul de la Lisabona, CFM devine un act obligatoriu din punct de vedere juridic, adoptat printr-o procedură legislativă specială care presupune adoptarea în unanimitate de către Consiliu, după obținerea aprobării Parlamentului European, care se pronunță cu majoritatea membrilor care îl compun. Rolul Parlamentului European este consolidat prin articolul 312 alineatul (5) din TFUE, care prevede că „[p]e tot parcursul procedurii care conduce la adoptarea cadrului financiar, Parlamentul European, Consiliul și Comisia iau toate măsurile necesare pentru a facilita adoptarea”.
În momentul în care Parlamentul European și Consiliul Uniunii Europene aprobă bugetul anual, totalul veniturilor trebuie să fie egal cu totalul cheltuielilor. Suma totală necesară pentru finanțarea bugetului rezultă în mod automat din valoarea cheltuielilor totale. Cu toate acestea, se întâmplă des ca, în practică, veniturile și cheltuielile reale să nu corespundă estimărilor. De obicei se înregistrează un excedent care este utilizat pentru a reduce contribuțiile statelor membre la bugetul pentru anul următor. În primă fază, Consiliul adoptă cadrul financiar multianual, după aprobarea Parlamentului European, exprimată de majoritatea membrilor acestuia. Cadrul financiar multianual, valabil pe o perioadă de cel puțin cinci ani, stabilește limitele superioare anuale (numite „plafoane”) pentru fiecare rubrică. Bugetele anuale trebuie să respecte aceste plafoane. Astfel, cadrul financiar asigură atât planificarea cheltuielilor pe termen lung, cât și flexibilitatea bugetară. În toate etapele, bugetul UE este decis în mod democratic. Pe lângă aprobarea bugetului anual de către Parlamentul European și Consiliu, aproape toate activitățile trebuie reglementate de un act legislativ înainte de a putea fi desfășurate. Această lege ia forma unui act de autorizare sau a unui temei juridic, propus de către Comisie și aprobat de către autoritatea legislativă – Consiliul – în mod individual, sau, în multe cazuri, împreună cu Parlamentul.

### Curtea Europeană de Conturi
Curtea Europeană de Conturi a fost creată, la cererea Parlamentului European, la 22 iulie 1975, prin Tratatul de revizuire a dispozitiilor bugetare. Tratatul a intrat în vigoare la 1 iunie 1977, iar la 25 octombrie 1977 Curtea de Conturi s-a reunit la Luxemburg în sedință constitutivă. Anterior, exista o Comisie de Control cu atributii în CEE și Euratom și un Comisar de conturi în CECO. Necesitatea crearii acestei instituții a fost determinată de creșterea importanță a volumului finanțelor comunitare, de diversitatea surselor și a cheltuielilor acestora, de complexitatea operatiunilor pe care gestiunea lor le impunea, precum si a gestionarii creditelor bugetare. Curtea de Conturi a dobândit prin Tratatul de la Maastricht un statut echivalent celui instituit pentru celelalte instituții comunitare. Curtea de Conturi, cu sediul la Luxemburg, a fost înființată în 1975 și este compusă din câteun membru din fiecare stat al Uniunii, numit pentru o perioadă de șase ani de comun acord de către statele membre după consultarea Parlamentului European. Rolul Curții Europene de Conturi este de a verifica încasarea tuturor veniturilor, precum și legalitatea și regularitatea utilizării fondurilor, urmărind buna gestionare a bugetului Uniunii.

## Veniturile bugetului Uniunii Europene
Uniunea Europeană are „resurse proprii” pentru a-și finanța cheltuielile. Din punct de vedere juridic, aceste resurse aparțin Uniunii. Statele membre le colectează în numele Uniunii Europene și le transferă în bugetul Uniunii Europene.
Veniturile diferite de resursele proprii includ:
- impozite și alte deduceri fiscale din remunerațiile personalului Uniunii Europene;
- dobânzi bancare;
- contribuții ale statelor terțe la anumite programe ale Uniunii Europene (cum ar fi cercetarea);
- rambursarea asistenței financiare acordate de Uniunii Europene care nu a fost utilizată;
- penalități de întârziere și amenzi;
- excedentul financiar din exercițiul precedent.

Resursele proprii se împart în trei categorii. Resurse proprii tradiționale (RPT) acestea sunt formate în principal din taxe impuse asupra importurilor de produse provenite dintr-un stat din afara Uniunii Europene. Ele contribuie cu aproximativ 12 % la veniturile totale. Resursa bazată pe taxa pe valoarea adăugată (TVA) reprezintă o rată fixă aplicată veniturilor din TVA-ul armonizat ale fiecărui stat membru. Resursele bazate pe TVA reprezintă 11 % din veniturile totale. Resursa bazată pe venitul național brut (VNB) este o rată procentuală fixă aplicată VNB-ului fiecărui stat membru. Deși este o categorie neuniformă, aceasta a devenit cea mai mare sursă de venituri, contribuind în prezent cu 76 % din veniturile totale.
Bugetul primește și alte venituri, precum impozitele pe salarii plătite de către personalul Uniunii Europene, contribuțiile din partea țărilor din afara Uniunii Europene pentru anumite programe ale Uniunii Europene și amenzile plătite de către întreprinderile care încalcă normele de concurență sau alte legi. Aceste resurse diverse constituie aproximativ 1 % din buget.
Statele membre contribuie la buget cu sume aproximativ proporționale cu prosperitatea lor economică. Germania, Țările de Jos, Austria, Suedia și Regatul Unit beneficiază totuși de unele ajustări („corecții”) la calcularea contribuțiilor, în vederea reducerii contribuțiilor nete la buget, considerate excesive Pe de altă parte, fondurile Uniunii Europene revin beneficiarilor 
din statele membre și țările terțe în conformitate cu prioritățile stabilite de Uniune. În timp ce toate statele membre beneficiază de fonduri alocate din bugetul Uniunii Europene, statele membre mai puțin prospere primesc proporțional mai multe fonduri decât statele mai bogate, ca rezultat al solidarității care stă la baza programelor Uniunii Europene, inclusiv în contextul politicii de coeziune.
| Tipuri de venituri             | Bugetul pe 2012 | Bugetul pe 2012 | Bugetul pe 2013 | Bugetul pe 2013 |
| ------------------------------ | --------------- | --------------- | --------------- | --------------- |
| Tarife vamale și taxe pe zahăr | 16.824,20       | 12,4%           | 18.755,20       | 14,1%           |
| Venituri din TVA               | 14.546,30       | 10,7%           | 15.029,95       | 11,3%           |
| Venituri din PNB               | 97.284,22       | 71,7%           | 97.502,87       | 73,4%           |
| Alte venituri                  | 7.103,52        | 5,2%            | 1.548,97        | 1,2%            |
| Total                          | 135.758,24      | 100,0%          | 132.836,99      | 100,0%          |

## Cheltuielile bugetului Uniunii Europene
Veniturile și cheltuielile bugetului Uniunea Europene fac obiectul următoarelor constrângeri:
- tratatele: bugetul Uniunii nu poate intra în deficit, ceea ce înseamnă că veniturile trebuie să acopere toate cheltuielile;
- o limită maximă a cheltuielilor convenită de către guvernele și parlamentele statelor membre. Cunoscută ca „plafonul resurselor proprii”, această limită este în prezent stabilită la 1,24 % din venitul național brut (VNB) al Uniunii pentru plățile provenite din bugetul Uniunii Europene. Aceasta corespunde unei medii de aproximativ 293 EUR per cetățean al Uniunii Europene;
- un cadru financiar multianual convenit de către Parlamentul European, Consiliu Uniunii Europene și Comisia Europeană, care controlează evoluția bugetului Uniunii Europene în funcție de categorii de cheltuieli pentru o perioadă de timp determinată;
- un regulament financiar adoptat de Consiliu Uniunii Europene și Parlament European, care prevede norme privind întocmirea, execuția, gestiunea și auditul bugetului.

### Politica Agricolă Comună a Uniunii Europene

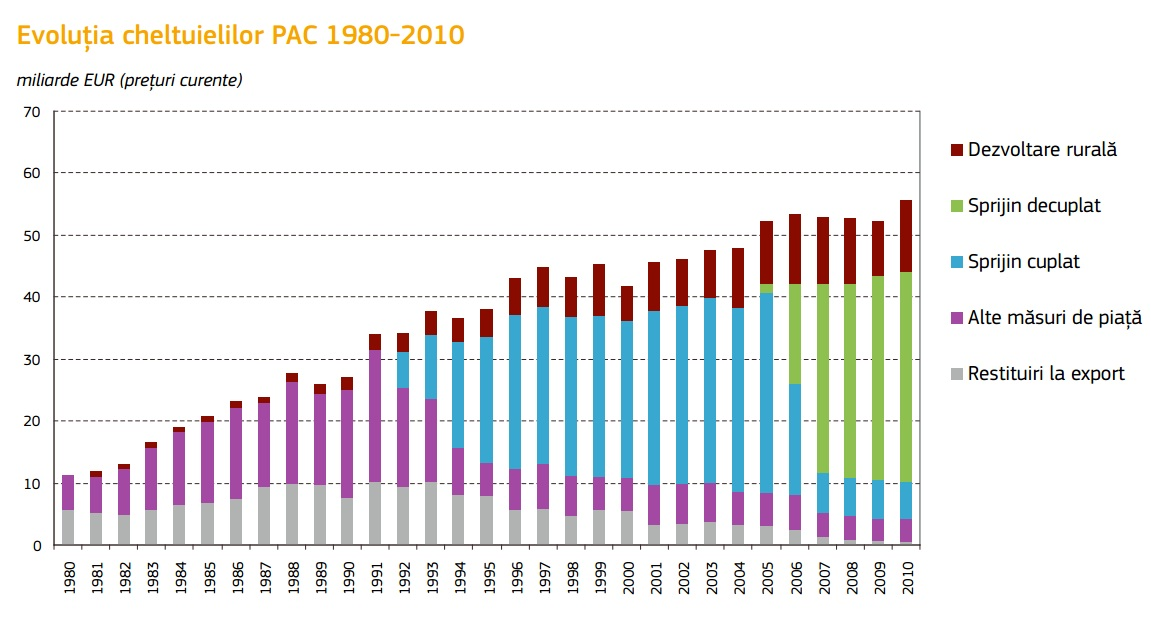
Evoluția cheltuielilor Politica Agricolă Comună, PAC 1980 - 2010, miliarde euro prețuri curente

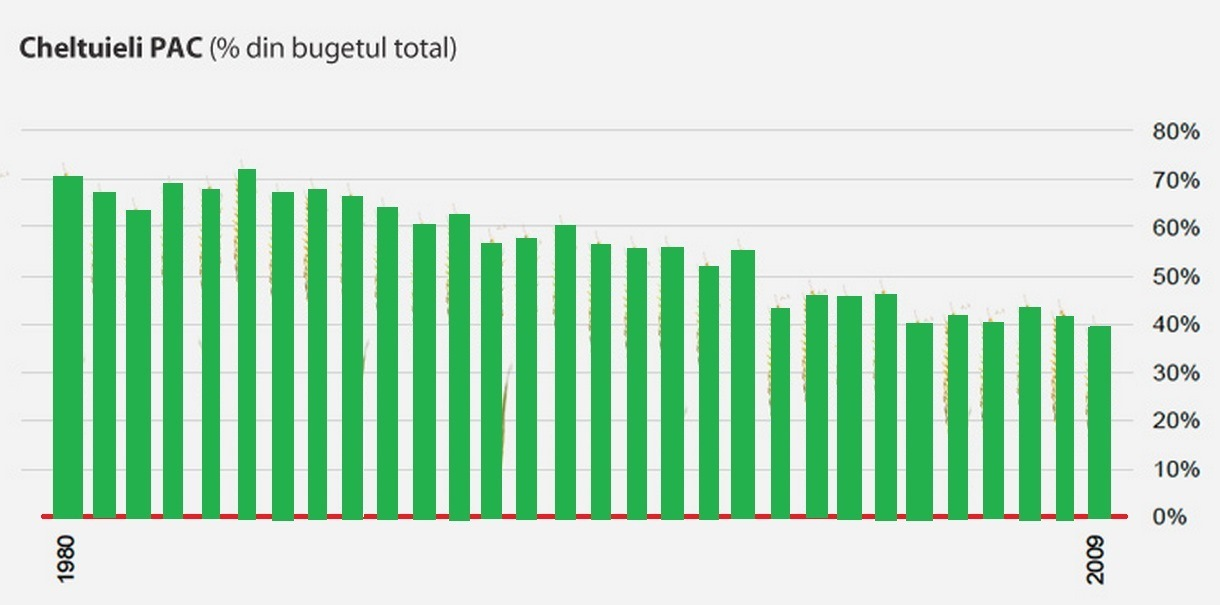
Ponderea cheltuielilor Politica Agricola Comună în Bugetul Uniunii Europene

Politica Agricolă Comună (PAC) este una dintre primele politici comunitare, creată cu obiectivul asigurării necesarului de alimente în cadrul Comunității. Politica Agricolă Comună reprezintă un set de reguli și mecanisme care reglementează producerea, procesarea și comercializarea produselor agricole în Uniunea Europeană și care acordă o atenție crescândă dezvoltării rurale.
Bugetul pentru Politica Agricolă Comună pentru cele 27 de state sunt de 92 miliarde de euro, prețuri curente.

## Contribuțiile statelor la bugetul Uniunii Europene
| Nr. | Stat                       | Procent |
| --- | -------------------------- | ------- |
| 1   | Republica Federală Germană | 19,53%  |
| 2   | Franța                     | 16,73%  |
| 3   | Italia                     | 13,34%  |
| 4   | Marea Britanie             | 10,87%  |
| 5   | Spania                     | 9,33%   |
| 6   | Olanda                     | 5,03%   |
| 7   | Belgia                     | 4,02%   |
| 8   | Polonia                    | 2,64%   |
| 9   | Suedia                     | 2,28%   |
| 10  | Austria                    | 2,19%   |
| 11  | Danemarca                  | 2,17%   |
| 12  | Grecia                     | 2,15%   |
| 13  | Finlanda                   | 1,58%   |
| 14  | Portugalia                 | 1,37%   |
| 15  | Irlanda                    | 1,25%   |
| 16  | Republica Cehă             | 1,23%   |
| 17  | România                    | 1,15%   |
| 18  | Ungaria                    | 0,76%   |
| 19  | Slovacia                   | 0,66%   |
| 20  | Slovenia                   | 0,36%   |
| 21  | Bulgaria                   | 0,34%   |
| 22  | Lituania                   | 0,25%   |
| 23  | Luxemburg                  | 0,25%   |
| 24  | Cipru                      | 0,18%   |
| 25  | Letonia                    | 0,15%   |
| 26  | Estonia                    | 0,13%   |
| 27  | Malta                      | 0,06%   |
| 28  |                            |         |

Clasarea statelor membre potrivit contribuției pentru Bugetul General al Uniunii Europene din 2010

### Rabatul britanic
Când Marea Britanie a aderat la ce avea să devină Uniunea Europeană, Marea Britanie avea un sector agricol mic, și avea majoritatea produselor agricole importate din afara Comunității. Relativ puțin din cheltuiala politicii agricole a Comunității avea o influență asupra Marii Britanii, pe de altă parte Marea Britanie contribuia cu sume relativ mari finanțării bugetului Comunității în principal deoarece baza de calcul pentru TVA reprezenta un procent mai mare din Produsul Național Brut în comparație cu alte state membre. A fost o problemă ce a stat la baza referendumului privind continuarea apartenenței Marii Britanii la Comunitate.
În urma acordului de la Fontainebleau din 1984 conform căruia „orice stat membru a cărui contribuție bugetară este excesivă în raport cu prosperitatea sa relativă poate beneficia de un mecanism de corecție la momentul potrivit”.
Regatului Unit i se rambursează 66% din diferența dintre contribuția sa la bugetul Uniunii Europene (cu excepția resurselor proprii tradiționale) și suma care i se returnează de la buget. În 2011, reducerea acordată Regatului Unit a fost de 3,6 miliarde EUR. În principiu, statele membre ale Uniunii Europene își împart costul reducerii acordate Regatului Unit în funcție de contribuția lor relativă la VNB-ul Uniunii Europene. Cu toate acestea, finanțarea corecției în favoarea Regatului Unit s-a modificat în timp, acordându-se ceea ce este cunoscut sub numele de „reducerea reducerii” celor mai importanți contribuabili neți tradiționali la bugetul UE. După corecția din 2001 în favoarea Regatului Unit, Republica Federală Germania, Republica Austria, Țările de Jos și Suedia plătesc doar 25 % din cota lor normală de finanțare a corecției în favoarea Regatului Unit (Germania a plătit 2/3 din finanțarea sa normală în ultimii ani).
Consiliul European din decembrie 2005 a decis să ajusteze corecția în favoarea Regatului Unit și a convenit ca cheltuielile neagricole cu noile state membre să nu mai fie incluse în baza de calcul a corecției. Această măsură a fost introdusă treptat în perioada 2009 – 2011. Costul maxim pentru Regatul Unit al acestei măsuri nu poate depăși 10,5 miliarde EUR (la nivelul prețurilor din 2004) în perioada 2007 – 2013.
Actuala reducere acordată Regatului Unit a fost convenită în cadrul Consiliului European de la Fontainebleau din 1984 și nu are termen de expirare. Regatului Unit a beneficiat deja de mecanisme similare de corecție după 1976.
Regatului Unit își menține ceculrabatul și în perioada CFM 2014-2020.

## Unitatea de cont a bugetului Uniunii Europene
Începând cu 1951 și până în 1958 unitatea de cont aleasă pentru bugetele Comunității Economice a Cărbunelui și Oțelului a fost dolarul american. Între 1958 și 1960 bugetul a fost evidențiat la o paritate în aur, ce corespundea a 0,88867088 grame de aur pur conform Acordului de la Bretton Woods. După 1961 această paritate în aur a fost extinsă și bugetelor Euratom și Comunității Economice Europene. Ca urmare a problemelor sistemului monetar creat ca urmare a acordului de la Bretton Woods
orice menționare a aurului în cadrul bugetelor a fost abandonată și s-a început căutarea unui înlocuitor. Între 1977/78 și 1980 unitatea de cont a fost formată dintr-un „coș” de monede folosite în cadrul Comunității Economice Europene, această unitate de cont se numea Unitatea Europeană de Cont (UEC). Începând cu 1981 s-a utilizat același idee a unui coș de monede, dar de dată aceasta ponderea fiecărei monede în cadrul coșului era revizuibilă, această unitate de cont purta denumirea de Unitate Monetară Europeană. După crearea monedei euro în 1999 aceasta a devenit moneda utilizată în cadrul bugetului Uniunii Europene.
| Semnat A intrat în vigoare Document | 1948 Tratatul de la Bruxelles                                   | 1951 1952 Tratatul de la Paris | 1954 1955 Tratatul de la Bruxelles modificat          | 1957 1958 Tratatele de la Roma                        | 1965 1967 Tratatul de fuziune                         | 1975 N/A Concluziile Consiliului European                          | 1985 Acordul de la Schengen                                        | 1986 1987 Actul unic european                                      | 1992 1993 Tratatul de la Maastricht                                | 1992 1993 Tratatul de la Maastricht | 1997 1999 Tratatul de la Amsterdam | 2001 2003 Tratatul de la Nisa | 2007 2009 Tratatul de la Lisabona | 2007 2009 Tratatul de la Lisabona |  |  |  |  |  |  |  |  |
|                                     |                                                                 |                                |                                                       |                                                       |                                                       |                                                                    |                                                                    |                                                                    |                                                                    |                                     |                                    |                               |                                   |                                   |  |  |  |  |  |  |  |  |
| Cei trei piloni ai Uniunii Europene |                                                                 |                                |                                                       |                                                       |                                                       |                                                                    |                                                                    |                                                                    |                                                                    |                                     |                                    |                               |                                   |                                   |  |  |  |  |  |  |  |  |
| Comunitățile Europene:              |                                                                 |                                |                                                       |                                                       |                                                       |                                                                    |                                                                    |                                                                    |                                                                    |                                     |                                    |                               |                                   |                                   |  |  |  |  |  |  |  |  |
|                                     | Comunitatea Europeană a Energiei Atomice (EURATOM)              |                                |                                                       |                                                       |                                                       |                                                                    |                                                                    |                                                                    |                                                                    |                                     |                                    |                               |                                   |                                   |  |  |  |  |  |  |  |  |
|                                     |                                                                 |                                | Comunitatea Europeană a Cărbunelui și Oțelului (CECO) | Comunitatea Europeană a Cărbunelui și Oțelului (CECO) | Comunitatea Europeană a Cărbunelui și Oțelului (CECO) | Comunitatea Europeană a Cărbunelui și Oțelului (CECO)              | Tratatul a expirat în 2002                                         | Tratatul a expirat în 2002                                         | Tratatul a expirat în 2002                                         |                                     | Uniunea Europeană (UE)             | Uniunea Europeană (UE)        |                                   |                                   |  |  |  |  |  |  |  |  |
|                                     |                                                                 |                                | Comunitatea Economică Europeană (CEE)                 |                                                       |                                                       |                                                                    |                                                                    |                                                                    |                                                                    |                                     | Uniunea Europeană (UE)             | Uniunea Europeană (UE)        |                                   |                                   |  |  |  |  |  |  |  |  |
|                                     |                                                                 |                                |                                                       | Regulile Schengen                                     |                                                       |                                                                    | Comunitatea Europeană (EC)                                         | Comunitatea Europeană (EC)                                         |                                                                    |                                     | Uniunea Europeană (UE)             | Uniunea Europeană (UE)        |                                   |                                   |  |  |  |  |  |  |  |  |
|                                     |                                                                 | TREVI                          | TREVI                                                 | TREVI                                                 | Justiție și afaceri interne (JHA)                     |                                                                    | Comunitatea Europeană (EC)                                         | Comunitatea Europeană (EC)                                         |                                                                    |                                     | Uniunea Europeană (UE)             | Uniunea Europeană (UE)        |                                   |                                   |  |  |  |  |  |  |  |  |
|                                     | Cooperarea polițienească și judiciară în materie penală (CPJMP) | TREVI                          | TREVI                                                 | TREVI                                                 | Justiție și afaceri interne (JHA)                     |                                                                    |                                                                    |                                                                    |                                                                    |                                     | Uniunea Europeană (UE)             | Uniunea Europeană (UE)        |                                   |                                   |  |  |  |  |  |  |  |  |
|                                     |                                                                 |                                |                                                       |                                                       | Cooperarea Politică Europeană (EPC)                   | Politica externă și de securitate comună a Uniunii Europene (PESC) | Politica externă și de securitate comună a Uniunii Europene (PESC) | Politica externă și de securitate comună a Uniunii Europene (PESC) | Politica externă și de securitate comună a Uniunii Europene (PESC) |                                     | Uniunea Europeană (UE)             | Uniunea Europeană (UE)        |                                   |                                   |  |  |  |  |  |  |  |  |
| Instituții neconsolidate            | Instituții neconsolidate                                        | Uniunea Vest-Europeană (UVE)   | Uniunea Vest-Europeană (UVE)                          | Uniunea Vest-Europeană (UVE)                          | Uniunea Vest-Europeană (UVE)                          | Uniunea Vest-Europeană (UVE)                                       | Uniunea Vest-Europeană (UVE)                                       |                                                                    |                                                                    |                                     |                                    | Uniunea Europeană (UE)        |                                   |                                   |  |  |  |  |  |  |  |  |
| Instituții neconsolidate            | Instituții neconsolidate                                        | Uniunea Vest-Europeană (UVE)   | Uniunea Vest-Europeană (UVE)                          | Uniunea Vest-Europeană (UVE)                          | Uniunea Vest-Europeană (UVE)                          | Uniunea Vest-Europeană (UVE)                                       | Uniunea Vest-Europeană (UVE)                                       | Tratatul a expirat în 2011                                         |                                                                    |                                     |                                    |                               |                                   |                                   |  |  |  |  |  |  |  |  |
|                                     |                                                                 |                                |                                                       |                                                       |                                                       |                                                                    |                                                                    |                                                                    |                                                                    |                                     |                                    | v • d • m                     |                                   |                                   |  |  |  |  |  |  |  |  |